# تپه شاه عباس
تپه شاه عباس در شهرستان تایباد، بخش مرکزی، روستای خیرآباد واقع شده و این اثر در تاریخ ۱۲ تیر ۱۳۸۴ با شمارهٔ ثبت ۱۲۰۸۲ به‌عنوان یکی از آثار ملی ایران به ثبت رسیده است.